# スペースウォー!
『スペースウォー!』（Spacewar!）は、宇宙戦争をモチーフとした対戦型コンピューターゲームで、世界初のシューティングゲームとされている。1962年、当時マサチューセッツ工科大学（MIT）の学生であったスティーブ・ラッセル（Steve Russell, 1937年 - ）を中心に、DEC社のミニコンPDP-1上で稼動するデモンストレーションプログラムとして開発された。また宇宙船の形から「wedge and needle」（「楔と針」の意）とも呼ばれる。

## ゲーム内容

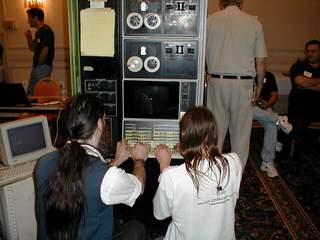
PDP-12で遊ぶ二人。オリジナルのPDP-1のトグルスイッチはディスプレイとは別置きだったため、一方のプレーヤーは他方のプレーヤー越しにディスプレイを見ることになる。

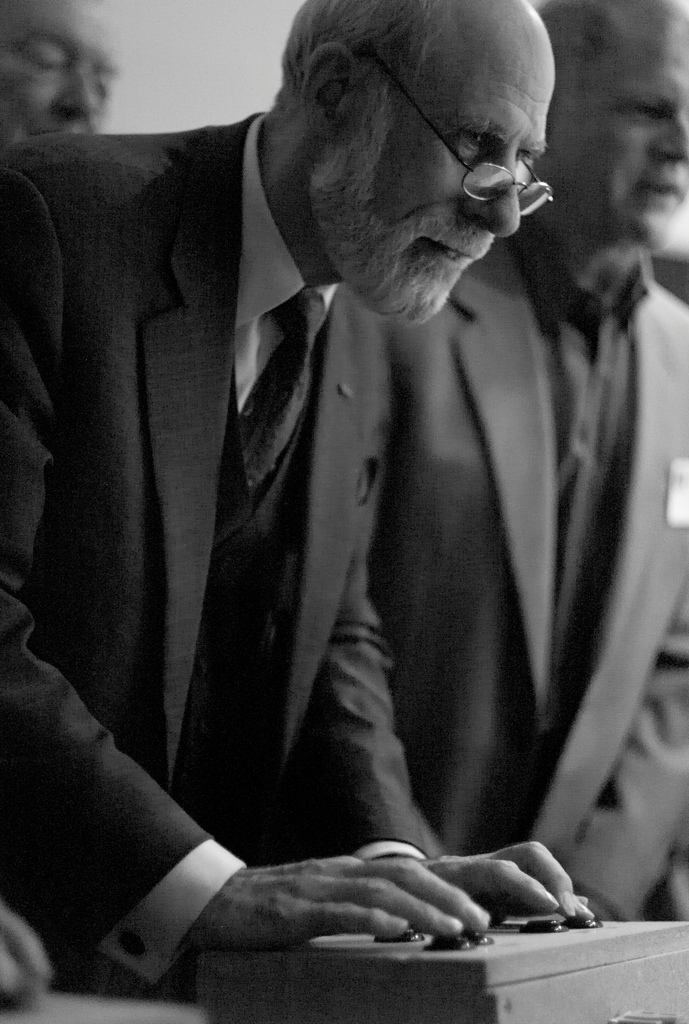
ヴィントン・サーフ が『スペースウォー!』をプレイする姿。手元にコントローラーを置いてプレイしている。

目的
画面中心にある太陽を挟んで対峙する2隻の宇宙船を操り、ミサイルで相手機を破壊するのが主目的。自機が被弾するか太陽に追突して破壊されると相手スコアとなる。これを繰り返し制限時間内にスコアを競うのが主なゲーム内容（スコアは表示されない）。オリジナル版は対戦専用で、1人では遊べない。
操作
開発担当：アラン・コトック、スティーブ・パイナー、ボブ・サンダース
前後1軸左右1軸の2つのトグルスイッチ及びボタン1個で構成されたジョイスティックを用いる。この頃のコンピュータのコンソール用として、一般に使用されていた端末はいわゆるテレタイプ端末であり、リアルタイム性には著しく欠けるものであった。そこで彼らが目をつけたのが、コンピュータ本体に付いている制御用のスイッチ群であった。直接の操作はコンピュータ本体に組み付けられたトグルスイッチで行っていた。このゲームは、モニターとスイッチが離れているとリアルタイム操作が不便であるばかりか、スイッチにプレーヤーが近づくと、どちらか片方のメンバーがモニターをプレーヤー越しに見なければならないなど不公平さもあった。さらにコンピュータ本体に付いているスイッチは本来メンテナンス用であり、このような用途を想定しておらず、スイッチを壊したり、誤って電源スイッチやリセットスイッチなど触れては困るスイッチを操作してしまう危険性をも内包していた。そうした理由からメンバーの所属していたクラブ Tech Model Railroad Club（英語版）伝統の廃物利用によりコントローラーを自作、史上初のゲーム専用コントローラーとなる。このコントローラーはコトックとピーター・サムソンが同時期に開発した製図プログラムのT-Square（英語版）のポインティング・デバイスにもなった。
旋回（左右移動レバー）、推進（前後移動レバーの前）
開発担当：ダン・エドワーズ
本作の大きな特徴として、宇宙船に慣性が働くこと、画面中心の太陽に重力が存在し、宇宙船の動作に影響を与えることが挙げられる。つまり宇宙船を太陽に対し直角に前進させると、太陽に近づきつつ時計回りか反時計回りに回転し、全く動かさないと太陽に向かって直進する。これらの動きは力学計算によってシミュレートされているが、ゲーム性の観点から、厳密な値よりもやや大げさな挙動をするよう計算されている。また推進に必要な燃料にも限りがある。
ハイパースペース（前後移動レバーの後）
開発担当：マーティン・グレーツ
いわゆる瞬間移動で、3回まで使用できる。近年のシューティングゲームにも緊急回避などで使われるワープ機能。使用時に一瞬まわりが光る演出がある。4次元空間を想定、第4軸の方向へ移動すれば、3次元空間から見ればワープしたように見えることからハイパースペース（超空間）と命名。ただしセミナー発表バージョンでは省略されていた。
ミサイル発射（ボタン）
ゲーム開始時の弾数は31発。当時の計算能力では、全てを重力に従い動かすのは困難だったためミサイルだけは重力の影響を受けずにまっすぐに飛んでいく。このためミサイルは「光子爆弾」という設定になっていた。宇宙船の壊れ方にもこだわりがあり、画面が白黒反転、宇宙船がこっぱみじんになる演出となっていた。
星空
開発担当：ピーター・サムソン
当初はランダムな光点に過ぎなかったが、サムソンは「Expensive Planetarium（高価なプラネタリウム）」というソフトウェアに置き換えた。これは天文学的データに基づき、位置や輝度まで実物の星空と同じであり、時刻に合わせてプラネタリウムのように動く。
三角関数サブルーチン
コトックがDECに出向いて入手している。

## 経緯

### 開発

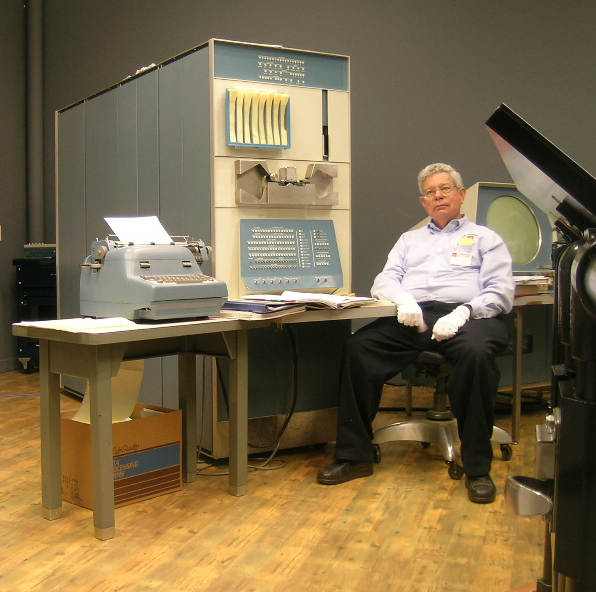
PDP-1の横に座るスティーブ・ラッセル。彼の右手先にあるのがPDP-1本体。背中越しに見えるのがディスプレイである。一番左にあるのがコンソール（タイプライターからの改造品だった）。

1961年夏、DECからMITのコンピュータ室にPDP-1が贈られた。学内関係者達はPDP-1を熱心にいじり倒し、こうした人々が、ハッカーの元祖となっていった。
MITのあるマサチューセッツ州の隣、コネチカット州で生まれたラッセルは、ダートマス大学から転校して来た時点で既にコンピュータマニアだった。1961年頃からMITで活動していた TMRC: Tech Model Railroad Club （直訳すると「工学模型鉄道クラブ」）に入会したが、ここは名前通り元々鉄道模型のサークルだったものの、この時にはコンピュータマニアの集団と化していた。
ラッセルは年次科学セミナーのため、E・E・スミスのSF小説『レンズマン』と『宇宙のスカイラーク』、そしてマービン・ミンスキーの作ったプログラム『Three Position Display』（『Minskytron』とも呼ばれた）にヒントを得て、『スペースウォー!』を作った。最初は宇宙船とミサイル以外何も無かったが、仲間達がフィーチャー（ゲームのルールや演出）を付け加え、1962年5月のセミナーで公開されたバージョンがオリジナルとされている。
モーリス・ウィルクスによれば真剣な目的は外界からの刺激に対するコンピュータの反応をプログラミングすることにあったとされ、ジョン・マッカーシーはゲームに興じる人々を見て、ウィルクスに「衝撃に満ちたしかめっ面」を示した、という。

### その後
大評判となった『スペースウォー!』の権利はパブリックドメインソフトウェアとして「コピー・改造自由」とした。プログラムが書かれた鑽孔紙テープはPDP-1のすぐ隣にあり、勝手に持ち出し可能だったので、全米に約50ヶ所あったPDP-1に広がった。各地でミサイル・太陽・ダメージ・複数戦闘などに独自の改造が行われた。最後にはDEC社がPDP-1を売る際、サービスとして『スペースウォー!』の鑽孔紙テープを一緒につけたほどである。

## 派生版

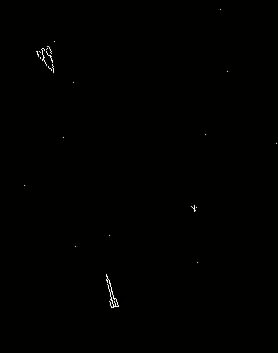
PDP-1エミュレーター上での『スペースウォー!』。

PDP-11版『スペースウォー!』
PDP-11ベースのGT40ベクタースキャンシステム上で動く。史上初のベクタースキャン方式である。
ギャラクシーゲーム
スタンフォード大学のビル・ピッツとヒュー・タックが1971年、PDP-11版をコイン投入筐体に改造、設置した。世界初のコイン投入式ビデオゲームとも言えるが、個人で作ったものであるため、アーケードゲームの歴史からは除外されている。
コンピュータースペース（Computer Space）
『スペースウォー!』のアーケードゲーム版で、世界初のアーケードビデオゲーム。
スペースウォーズ（Space Wars）
コンピュータースペースの後継版で、アーケードでは最も普及したバージョン。アタリから発売。
Javaアプレット版
前述のグレーツが提供したソースを参考に、バリー・シルバーマン、ブライアン・シルバーマン、バディム・ゲラシモフらが1999年に移植したもの。
その他
現在様々な『スペースウォー!』クローンがあり、ゲームを体験することができる。Linuxディストリビューションの多くに同包されているKSpaceDuelなどが有名。

## オリジナル版の現状
2006年において判明しているPDP-1版『スペースウォー!』の稼働状況を以下に記す。
- 現存する2台のPDP-1の内、稼動するのはカリフォルニアのコンピューター歴史博物館にある1台だけである。2年かけて修復され、今は『スペースウォー!』も動作するようである。もう1台はMITに寄贈されたPDP-1第2号機で、これは実際に『スペースウォー!』開発に用いられた機体でもある。2002年の時点で第2号機はイギリスで開催されたGame Onに貸し出され、稼動展示されていたが、電源不具合発生後、使用不可になった。
- 2004年日本で開催されたテレビゲームとデジタル科学展でPDP-1が展示された。しかしこれはVintageTech社製レプリカであり、内部的にはLinuxでのPDP-1エミュレーターであった。このレプリカでも『スペースウォー!』が動いていたようだが、プレイできない状態であったため、宇宙船は現れては太陽に吸い込まれ、現れては太陽に吸い込まれを繰り返していたらしい。

## その他
ケン・トンプソンによるUNIX開発の動機の一つといわれる、『スペース・トラベル』とは全く別のゲームである。